# Zgrada Moretti u Trogiru
Zgrada Moretti nalazi se u Trogiru, na adresi Lučica 23.

## Opis
Kuća Moretti na Čiovu u Trogiru neorenesansna je građevina podignuta u 19. stoljeću prema nacrtu Josipa Slade. To je samostalna stambena dvokatnica. U prizemlju je na sjevernom pročelju otvorena prozorima i središnjim vratima s ukrasnim željeznim rešetkama. Na prvom su katu prozori s profiliranim nadprozornikom na konzolama a na drugom katu isti prozori bez profilacija. Na sredini je prvog kata kameni balkon. Zapadno je pročelje građeno fino obrađenim bijelim kamenom, dok su istočno i južno rađeni jednostavnim oblicima pučke arhitekture. U unutrašnjosti su sačuvane zidne slikarije te bidermajerski i neobarokni namještaj sredine 19. stoljeća, s bogatim inventarom utilitarnih i umjetničkih predmeta.

## Zaštita
Pod oznakom Z-4311 zavedena je pod vrstom "nepokretno kulturno dobro - pojedinačno", pravna statusa zaštićena kulturnog dobra, klasificirano kao "stambene građevine".